# 上ノ山公園
上ノ山公園（うえのやまこうえん）は、群馬県渋川市伊香保町にある都市公園。
伊香保温泉街近くの物聞山山頂にあり、ときめきデッキ（展望台）から温泉街を眺望できる。紅葉や夜景の名所として知られるほか、冬には隣接する伊香保スケートリンクでスケートを楽しめる。温泉街から続く伊香保ロープウェイ見晴駅をおりてすぐ。